# 2016年京都市長選挙
2016年京都市長選挙（2016ねんきょうとしちょうせんきょ）は、日本の地方自治体である京都市の執行機関である京都市長を選出するため、2016年2月7日に投開票が行われた選挙である。

## 概要
現職の門川大作の任期満了に伴い行われた選挙である。
自民党・公明党・民主党・社民党の4党が相乗りする現職の門川大作、共産党が推薦する新人の本田久美子、無所属新人の三上隆の3人による選挙戦となった。
上記3名の他に、おおさか維新の会の京都府支部である京都維新の会と地域政党の京都党が共同で、京都市議の村山祥栄を擁立する動きがあったが、保守系候補の分裂による共産候補の当選を危惧する声が出たため断念した。その後、両党は自主投票とすることを決定。

## 選挙データ
- 選挙事由：任期満了
- 告示日：2016年1月24日
- 執行日：2016年2月7日

### 選挙の争点
- 門川市政の是非
- 安保法の是非
- 四条通歩道拡幅事業の是非

## 立候補者
3名、立候補届け出順
| 候補者名（読みかた）           | 年齢 | 党派   | 肩書                                              |
| ------------------------------ | ---- | ------ | ------------------------------------------------- |
| 門川大作 （かどかわ だいさく） | 65   | 無所属 | 京都市長（現職） 元京都市教育長                   |
| 三上隆 （みかみ たかし）       | 85   | 無所属 | 元京都府議会議員                                  |
| 本田久美子 （ほんだ くみこ）   | 66   | 無所属 | 京都教育センター事務局長 元市教職員組合執行委員長 |

### 立候補者の公式サイト
- 門川大作…かどかわ大作オフィシャルサイト
- 三上たかし…三上たかしオフィシャルサイト
- 本田久美子…いま憲法市長 本田久美子

## タイムライン
2015年
- 9月19日 - 本田が会見で立候補を表明[4]。
- 12月10日 - 三上が会見で立候補を表明[5]。
- 12月12日 - 門川が会見で3選を目指し立候補を表明[6]。

2016年
- 1月24日 - 告示。3氏が立候補を届け出。
- 2月7日 - 投開票。

## 選挙結果
投開票の結果、現職の門川が新人2人を大差で破り3選を果たした。
※当日有権者数：1,141,060人 最終投票率：35.68%（前回比：－1.09pts）
| 候補者名   | 年齢 | 所属党派 | 新旧別 | 得票数    | 得票率 | 推薦・支持                                             |
| ---------- | ---- | -------- | ------ | --------- | ------ | ------------------------------------------------------ |
| 門川大作   | 65   | 無所属   | 現     | 254,545票 | 63.80% | （推薦）自由民主党・公明党・民主党・社会民主党京都府連 |
| 本田久美子 | 66   | 無所属   | 新     | 129,119票 | 32.36% | （推薦）日本共産党                                     |
| 三上隆     | 85   | 無所属   | 新     | 15,334票  | 3.84%  |                                                        |

| 区     | 門川大作 | 門川大作 | 本田久美子 | 本田久美子 | 三上隆 | 三上隆 |
| 区     | 得票     | %        | 得票       | %          | 得票   | %      |
| ------ | -------- | -------- | ---------- | ---------- | ------ | ------ |
| 合計   | 254,545  | 63.80%   | 129,119    | 32.36%     | 15,334 | 3.84%  |
| 北区   | 20,453   | 60.06%   | 12,276     | 36.05%     | 1,328  | 3.90%  |
| 上京区 | 15,263   | 62.49%   | 8,190      | 33.53%     | 972    | 3.98%  |
| 左京区 | 26,715   | 55.65%   | 19,167     | 39.92%     | 2,126  | 4.43%  |
| 中京区 | 20,009   | 63.66%   | 10,016     | 31.87%     | 1,406  | 4.47%  |
| 東山区 | 6,558    | 61.19%   | 3,621      | 33.79%     | 538    | 5.02%  |
| 山科区 | 24,370   | 67.16%   | 10,625     | 29.28%     | 1,289  | 3.55%  |
| 下京区 | 13,454   | 64.42%   | 6,429      | 30.78%     | 1,001  | 4.79%  |
| 南区   | 16,007   | 64.53%   | 7,859      | 31.68%     | 941    | 3.79%  |
| 右京区 | 35,530   | 63.58%   | 18,373     | 32.88%     | 1,979  | 3.54%  |
| 西京区 | 27,571   | 66.92%   | 12,153     | 29.50%     | 1,475  | 3.58%  |
| 伏見区 | 48,615   | 68.18%   | 20,410     | 28.62%     | 2,279  | 3.20%  |